# Hättsjön
Hättsjön är en sjö i Malung-Sälens kommun i Dalarna och ingår i Dalälvens huvudavrinningsområde. Sjön har en area på 1,48 kvadratkilometer och ligger 305,9 meter över havet. Sjön avvattnas av vattendraget Hyttådran. Vid provfiske har abborre, gädda, mört och simpor (bergsimpa/stensimpa) fångats i sjön.

## Delavrinningsområde
Hättsjön ingår i det delavrinningsområde (673090-138964) som SMHI kallar för Utloppet av Hättsjön. Medelhöjden är 344 meter över havet och ytan är 17,78 kvadratkilometer. Det finns ett avrinningsområde uppströms, och räknas det in blir den ackumulerade arean 32,33 kvadratkilometer. Hyttådran som avvattnar avrinningsområdet har biflödesordning 5, vilket innebär att vattnet flödar genom totalt 5 vattendrag innan det når havet efter 404 kilometer. Avrinningsområdet består mestadels av skog (59 procent) och sankmarker (23 procent). Avrinningsområdet har 1,48 kvadratkilometer vattenytor vilket ger det en sjöprocent på 8,3 procent.